# 3498 Belton
3498 Belton је астероид главног астероидног појаса чија средња удаљеност од Сунца износи 2,355 астрономских јединица (АЈ).
Апсолутна магнитуда астероида је 13,5.